# Pereiàslavka
Pereiàslavka (en rus: Переяславка) és un poble (un possiólok) del krai de Khabàrovsk, a Rússia, que el 2019 tenia 7.399 habitants. És el cap administratiu del districte rural de Lazó, al qual pertanyen 51 poblacions.